# Quitzow

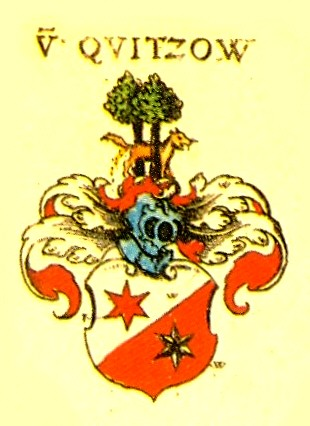
Herb rodu von Quitzow

Von Quitzow - rycerski ród z Brandenburgii, którego władza na przełomie XIII i XIV w. była na tyle silna, że okres ten w dziejach Brandenburgii nazywany jest niekiedy "wiekiem von Quitzowów". Najbardziej znani przedstawiciele to tzw. rycerze-rabusie, bracia Dietrich (ur. 1366) i Hans (ur. 1370). 